# Leoti, Kansas
Leoti, Kansas (енгл. Leoti) град је у америчкој савезној држави Канзас.

## Демографија
По попису из 2010. године број становника је 1.534, што је 64 (-4,0%) становника мање него 2000. године.
| Група             | 2000.         | 2010.         |
| Белци             | 1.159 (72,5%) | 1.026 (66,9%) |
| Афроамериканци    | 1 (0,1%)      | 10 (0,7%)     |
| Азијати           | 1 (0,1%)      | 1 (0,1%)      |
| Хиспаноамериканци | 416 (26,0%)   | 485 (31,6%)   |
| Укупно            | 1.598         | 1.534         |